# Liste der Naturdenkmale in Bernkastel-Kues
Die Liste der Naturdenkmale in Bernkastel-Kues nennt die im Gemeindegebiet von Bernkastel-Kues ausgewiesenen Naturdenkmale (Stand 11. März 2024).

## Naturdenkmale
| Nr.         | Bezeichnung                         | Lage                                                             | Beschreibung                                                                      | Bild                                    |
| ----------- | ----------------------------------- | ---------------------------------------------------------------- | --------------------------------------------------------------------------------- | --------------------------------------- |
| ND-7231-378 | Drei alte Linden                    | Wehlen, westlich des Ortes; Flur Auf Mellengraben Lage           | Tilia sp., drei Bäume; zugehörig ein Bildstock                                    | Direkt Bild zu diesem Denkmal hochladen |
| ND-7231-380 | Mammutbaum                          | Kues, Saarallee, bei Nr. 31 Lage                                 | Sequoiadendron giganteum; vermutlich 1884 gepflanzt                               | Direkt Bild zu diesem Denkmal hochladen |
| ND-7231-381 | Unterer Wasserfall im Tiefenbachtal | Bernkastel, Burgstraße, bei Nr. 57 Lage                          | Wasserfall des Tiefenbachs                                                        | Direkt Bild zu diesem Denkmal hochladen |
| ND-7231-384 | Linde an der Sankt-Anna-Kapelle     | Bernkastel, südwestlich des Ortes; Abteilung Hinterste Sang Lage | Tilia platyphyllos, um 1600 gekeimt; zugehörige Feldulme (Ulmus minor) abgegangen | Direkt Bild zu diesem Denkmal hochladen |
| ND-7231-385 | Oberer Wasserfall im Tiefenbachtal  | Bernkastel, südlich des Ortes; Abteilung Am Bergwerk Lage        | Wasserfall des Tiefenbachs; zugehörig Kapelle                                     | Direkt Bild zu diesem Denkmal hochladen |

## Ehemalige Naturdenkmale
| Nr. | Bezeichnung      | Lage                                                      | Beschreibung                                             | Bild                                    |
| --- | ---------------- | --------------------------------------------------------- | -------------------------------------------------------- | --------------------------------------- |
|     | Goldenes Kreuz   | Bernkastel, südlich des Ortes; Abteilung Im Krauwald Lage | Felsformation mit Flurkreuz; Rechtsverordnung aufgehoben | Direkt Bild zu diesem Denkmal hochladen |
|     | Steinernes Kreuz | Bernkastel, südlich des Ortes; Abteilung Barbelnberg Lage | Felsformation mit Flurkreuz; Rechtsverordnung aufgehoben | Direkt Bild zu diesem Denkmal hochladen |
|     | Kaiserbaum       | Kues, Saarallee, bei Nr. 31 Lage                          | Paulownia tomentosa; Rechtsverordnung aufgehoben         | Direkt Bild zu diesem Denkmal hochladen |